# أوليفر سيمونز
أوليفر سيمونز هو سياسي كندي، ولد في 29 يناير 1835 في شاغرن فولز في الولايات المتحدة، وتوفي في 11 نوفمبر 1903. حزبياً، نشط في حزب كندا المحافظ. وقد انتخب عضو مجلس العموم الكندي.